# 이강수
이강수(李康洙, 1951년 12월 9일 ~ )은 대한민국의 의사, 정치인이다. 제43·44·45대 전라북도 고창군수이다. 본관은 함평.
새천년민주당 광주서구지구당 부위원장을 역임했으며 민주당 소속으로 전라북도 고창군의 43대, 44대, 45대 군수를 역임했다. 2010년 계약직 여직원 성추행 사건으로 논란이 되었다.

## 생애
전라북도 고창군 공음면 예전리에서 태어났다. 생후 2개월만에 아버지가 6·25 전쟁에 휘말려 사망했고, 8세때는 어머니가 병으로 사망했다.
고창읍 사회복지시설인 ‘고창행복원’에서 2년6개월 동안 생활했으며, 14세에는 누나가 사망해 홀로 남겨졌다.
고창군 선동초등학교와 고창중학교를 졸업한 후 광주광역시로 생활 터전을 옮겼다.
조선대학교부속고등학교를 졸업한 후 조선대학교 의과대학에 진학해 학생회장을 맡았다.
조선대학교 의과대학 대학원에서 의학박사 학위를 취득한 후 조선대학교 의과대학 교수를 역임하였다.
조선대학교 의과대학을 퇴직하고 광주광역시에 병원을 개업하였고, 1988년 고창군 흥덕면에 소재한 고창북중학교와 고창북고등학교를 인수하여 교육 사업을 하였다.
2002년 광주 중앙병원장으로 재직 중 고창군수 선거에 출마해 당선되었다. 2006년 지방선거에서 재선되었다.
2010년 지방선거에서 고창군수에 당선되어 3선에 성공했다.
2020년 3월 4일 광주광역시 서구 상무대로 1084 4~7층 (화정동)에 '중앙병원'을 재개업해서 대표자로 있다.

## 학력
- 1962년 선동초등학교 졸업
- 1966년 고창중학교 졸업
- 1971년 조선대학교 부속고등학교 졸업
- 1978년 조선대학교 의과대학 의학사
- 1981년 조선대학교 대학원 의학과 의학 석사
- 1988년 조선대학교 대학원 의학과 의학 박사

## 경력
- 1975년 조선대학교 의과대학 학생회장
- 1984년 조선대학교 의과대학 내과학 교수
- 1985년 ~ 2001년 광주 중앙병원장
- 1988년 ~ 2001년 학교법인 중앙학원 이사장
- 2002년 ~ 2014년 고창군수(새천년민주당→무소속)

## 범죄전력

### 공직선거 후보자의 재산 허위 공표
이강수는 2006년 5월 31일 실시된 지방선거를 위한 후보자 재산신고를 하면서 민선 3기 고창군수 재직 당시 받았던 급여 1억 5000만원을 누락한 채 선거관리위원회에 74억원을 신고했다.
2006년 11월 29일 전주지방법원 정읍지원은 공직선거법위반 죄로 이강수에게 벌금 80만원을 선고했다.
2006년 12월 29일 광주고등법원 전주부는 항소심 선고공판에서 원심과 같은 벌금 80만원을 선고했다.

### 2016년 총선 공직선거법 위반
2016년 4·13 총선 과정에서 미등록 선거운동원들에게 돈을 지급한 혐의(공직선거법 위반)로 기소되어 1심에서 징역 1년 6개월에 집행유예 3년을 선고받았다. 재판부는 "죄질이 무겁지만 피고인들이 범행을 인정하는 점 등을 고려해 형을 정했다"고 판시했다. 2심에서도 원심의 판결이 그대로 유지되었다.

## 성추행 사건
민주당 이강수 전북 고창군수와 박현규 전 고창군 의회의장은 계약직 여성 공무원 김 모 씨에게 십여 차례 '누드사진을 찍자'고 말하고 누드사진을 보여주는 등 성희롱한 혐의로 고발당했으나 민주당 윤리위원회는 이 사실을 파악하고도 주의 징계에 그쳤다. 그리고 민주당은 당시 이강수 군수를 지방선거 고창군수 후보로 공천해 비판을 받았다. 

## 역대 선거 결과
|  | 39.61% |

|  | 58.56% |

|  | 57.70% |

|  | 23.37% |